# Municipio de Burtchville
El municipio de Burtchville (en inglés: Burtchville Township) es un municipio ubicado en el condado de St. Clair en el estado estadounidense de Míchigan. En el año 2010 tenía una población de 4008 habitantes y una densidad poblacional de 99,39 personas por km².

## Geografía
El municipio de Burtchville se encuentra ubicado en las coordenadas 43°7′7″N 82°30′59″O / 43.11861, -82.51639. Según la Oficina del Censo de los Estados Unidos, el municipio tiene una superficie total de 40.33 km², de la cual 40.27 km² corresponden a tierra firme y (0.13%) 0.05 km² es agua.

## Demografía
Según el censo de 2010, había 4008 personas residiendo en el municipio de Burtchville. La densidad de población era de 99,39 hab./km². De los 4008 habitantes, el municipio de Burtchville estaba compuesto por el 96.46% blancos, el 0.27% eran afroamericanos, el 0.2% eran amerindios, el 0.3% eran asiáticos, el 0.12% eran isleños del Pacífico, el 0.65% eran de otras razas y el 2% pertenecían a dos o más razas. Del total de la población el 3.22% eran hispanos o latinos de cualquier raza.